# Raïon d'Onega
Le raïon d'Onega (en russe : Оне́жский райо́н, Onejski raïon) est un une subdivision administrative (raïon) de l'oblast d'Arkhangelsk, en Russie. Peuplé de 27 705 habitants, il est réparti en 8 municipalités avec comme centre administratif la ville d'Onega. Le raïon, formé en juillet 1929, se trouve dans le nord de la Russie, sur les rives de la mer Blanche. Il tient son nom de son chef-lieu et du fleuve du même nom. La région est couverte de forêts et de marécages, avec aussi de nombreux lacs. Le raïon compte 101 localités, et nombre de leurs églises sont classées comme objets du patrimoine culturel.

## Géographie
Le raïon d'Onega s'étend dans la partie nord-ouest de l'oblast d'Arkhangelsk, occupant la partie orientale de la rive de l'embouchure de l'Onega dans la mer Blanche. Au nord-est, le raïon confine avec celui de Primorié, au sud et au sud-est avec celui de Plessetsk, et à l'ouest avec la république de Carélie. La plupart des rivières et fleuves (l'Onega, l'Ounejma, la Nimenga, la Tamitsa, la Kouchereka, la Kianda, la Pekelnitsa, la Syvtouga, la Nijniaïa Rotcheva, la Verkhniaïa Tiolza, etc) appartiennent au bassin de l'océan Arctique, tandis que l'Ileksa et ses affluents à celui de l'océan Atlantique, On trouve dans l'estuaire de l'Onega l'île de Khedostrov, les îles d'Ontsevy, de Lekh-Louda, de Poulonets, de Lesnaïa Ossinka, de Tonkaïa Ossinka, de Niapa, de Bolchoï Kaïnets, de Baklan, de Pourlouda, les îles Chogly et Kiï. Les lacs les plus importants sont le Kojozero, le Monastyrskoïe, le Solozero, l'Androzero, le Nelmozero, le Louzkoïe. Au sud-ouest, s'étend le parc national de Vodlozero et au sud du district, le parc naturel de Kojozero.
Le raïon est assimilé au Grand Nord, et à la zone arctique de la fédération de Russie.

## Histoire
Le raïon est formé en juillet 1929 à partir des volosts de Kianda, d'Onega, de Pomorie et l'ouïezd d'Onega supprimé en janvier 1929. De janvier 1929 à juillet 1930 le territoire du raïon entre dans l'okroug d'Arkhanguelsk du kraï du Nord. Le 10 février 1931, le conseil rural de Pouchlakhta du raïon de Primorié entre dans le raïon d'Onega. En 1931, 19 conseils ruraux du raïon s'unissent à 11 conseils ruraux du raïon de Tchekouïevo qui est supprimé.
Le 17 décembre 1940, est formé le raïon de Belomorsk à partir de territoires du raïon d'Onega (rives de la mer Blanche de Tamitsa jusqu'à Pouchlakhta) et du raïon de Primorié. Le 30 septembre 1958, le raïon de Belomorsk est supprimé et les territoires des conseils ruraux de Kianda, de Liamtsa, de Nijmozero et de Tamitsa retournent dans le raïon d'Onega.
Le raïon d'Onega est supprimé le 1er février 1963. Les conseils ruraux de Moudiouga, de Prilouk, d'Oust-Koja, de Khatchela et de Tchekouïevo entrent dans la raïon rural de Plessetsk. Les villages de Kodino, Malochouïka et Moudiouga entrent dans le raïon industriel de Plessetsk. Onega devient ville de niveau régional et n'entre pas administrativement dans le raïon. Le 12 janvier 1965, les raïons de Plessetsk (industriel et rural) sont supprimés. Les villages ouvriers de Kodino, Malochouïka et Moudiouga et les conseils ruraux de Moudiouga, de Possad, de Prilouki, d'Oust-Koja, de Khatchela et de Tchekouïevo entrent dans le raïon formé une nouvelle fois d'Onega.
Par une décision du comité politique de l'oblast du 12 septembre 1979 le conseil rural de Yarnema (du raïon d'Onega) entre dans le raïon de Plessetsk. En 1992, il y avait dans le raïon d'Onega 94 localités rurales et trois villages ouvriers : Kodino, Malochouïka, Moudiouga, qui se trouvaient sur le territoire de onze conseils ruraux: celui de Verkhneozero, de Kokoria, de Nimenga, de Possad, de Prilouki, de Pournema, de Soulozero, de Tamitsa, d'Oust-Koja, de Khatchela et de Tchekouïevo.
Le raïon municipal d'Onega est formé en 2006 et huit localités y entrent.
Les armoiries du raïon d'Onega sont créées par une décision de la 7e session de l'Assemblée des députés de la 4e convocation n° 28 du 18 février 2010.

## Population
En 2002, le raïon comptait 16 791 habitants ; en 2010, 35 376 ; en 2015, 32 272 ; en 2020, 29 031.

## Politique et administration

### Divisions administratives
En 2020, le raïon compte deux municipalités urbaines :celle de Malochouïka (avec 5 localités), 2 508 habitants ; celle d'Onega, 18 593 habitants. Il compte également 6 municipalités rurales : celles de Zolotoukha (4 localités), 712h habitants ; de Kodino (8 localités), 1 778 habitants ; de Nimenga (8 localités), 859 habitants ; de Pokrovskoïe (8 localités), 1 403 habitants ; de Porog (20 localités), 1 029 habitants ; de Tchekouïevo (centre administratif à Antsifervoski Bor, 47 localités), 2 249 habitants.
| Municipalités          | Nom russe              | Population Recensement 2021 | Superficie (km²)       | Centre administratif   | Localités              |
| Établissements urbains | Établissements urbains | Établissements urbains      | Établissements urbains | Établissements urbains | Établissements urbains |
| ---------------------- | ---------------------- | --------------------------- | ---------------------- | ---------------------- | ---------------------- |
| Malochouïka            | Малошуйское            | 2152                        | 806.66                 | Malochouïka            | 5                      |
| Onega                  | Онежское               | 16 947                      | 164.40                 | Onega                  | 1                      |
| Établissements ruraux  |                        |                             |                        |                        |                        |
| Zolotoukha             | Золотухское            | 700                         | 499.81                 | Zolotoukha             | 4                      |
| Kodino                 | Кодинское              | 1700                        | 2573.71                | Kodino                 | 8                      |
| Nimenga                | Нименьгское            | 827                         | 1176.61                | Nimenga                | 8                      |
| Pokrovskoïe            | Покровское             | 1357                        | 3429.24                | Pokrovskoïé            | 8                      |
| Porog                  | Порожское              | 996                         | 1085.16                | Porog                  | 20                     |
| Tchekouïevo            | Чекуевское             | 2208                        | 2153.07                | Antsiferovsky Bor      | 47                     |

### Localités
La population des localités rurales est donnée selon les estimations de 2012, des localités urbaines (villes et communes urbaines) selon le recensement de 2021,. Il y a 101 localités dans le raïon.
| Liste des localités | Liste des localités          | Liste des localités            | Liste des localités   | Liste des localités | Liste des localités |
| Non.                | Localité                     | Nom russe                      | Statut                | Population          | Municipalité        |
| ------------------- | ---------------------------- | ------------------------------ | --------------------- | ------------------- | ------------------- |
| 1                   | Abramovskaïa                 | Абрамовская                    | hameau                | 251                 | Malochouïka         |
| 2                   | Amossovskaïa                 | Амосовская                     | hameau                | 33                  | Porog               |
| 3                   | Anda (Anda-Kigritchnaïa)     | Анда (Анда-Кирпичная)          | possiolok             | 53                  | Porog               |
| 4                   | Andozero                     | Андозеро                       | hameau                | 8                   | Porog               |
| 5                   | Antsiferovskaïa              | Анциферовская                  | hameau                | 1                   | Tchekouïevo         |
| 6                   | Antsiferovski Bor            | Анциферовский Бор              | hameau                | 518                 | Tchekouïevo         |
| 7                   | Bolchaïa Fiokhtalma          | Большая Фёхтальма              | hameau                | 62                  | Tchekouïevo         |
| 8                   | Bolchoïe Charkovo            | Большое Шарково                | hameau                | 6                   | Tchekouïevo         |
| 9                   | Bolchoï Bor                  | Большой Бор                    | hameau                | 299                 | Tchekouïevo         |
| 10                  | Boukobors                    | Букоборы                       | hameau                | 0                   | Tchekouïevo         |
| 11                  | Vazentsy                     | Вазенцы                        | hameau                | 23                  | Tchekouïevo         |
| 12                  | Vatega                       | Ватега                         | possiolok             | 40                  | Porog               |
| 13                  | Velikosselskaïa              | Великосельская                 | hameau                | 0                   | Tchekouïevo         |
| 14                  | Verkhneïoziorski             | Верхнеозёрский                 | possiolok             | 386                 | Pokrovskoïe         |
| 15                  | Verkhnovié                   | Верховье                       | hameau                | 41                  | Tchekouïevo         |
| 16                  | Voïmozero                    | Воймозеро                      | hameau                | 2                   | Tchekouïevo         |
| 17                  | Vongouda                     | Вонгуда                        | hameau                | 157                 | Porog               |
| 18                  | Vongouda                     | Вонгуда                        | gare de chemin de fer | 94                  | Porog               |
| 19                  | Vorzogorié                   | Ворзогоры                      | hameau                | 116                 | Nimenga             |
| 20                  | Glazanikha                   | Глазаниха                      | possiolok             | 443                 | Kodino              |
| 21                  | Gribanikha                   | Грибаниха                      | voie d'évitement      | 0                   | Porog               |
| 22                  | Gribanovskaïa                | Грибановская                   | hameau                | 3                   | Porog               |
| 23                  | Grikhnovo                    | Грихново                       | hameau                | 2                   | Tchekouïevo         |
| 24                  | Jeleznodorojny razied 243 km | железнодорожный разъезд 243 км | voie d'évitement      | 7                   | Porog               |
| 25                  | Jeleznodorojny razied 315km  | железнодорожный разъезд 243 км | voie d'évitement      | 0                   | Kodino              |
| 26                  | Zalessié                     | Залесье                        | hameau                | 40                  | Tchekouïevo         |
| 27                  | Zatezié                      | Затезье                        | hameau                | 26                  | Tchekouïevo         |
| 28                  | Zolotoukha                   | Золотуха                       | possiolok             | 419                 | Zolotoukha          |
| 29                  | Kamennoïe                    | Каменное                       | hameau                | 0                   | Porog               |
| 30                  | Kanzapelda                   | Канзапельда                    | hameau                | 0                   | Tchekouïevo         |
| 31                  | Karamino                     | Карамино                       | hameau                | 0                   | Porog               |
| 32                  | Karbatovo                    | Карбатово                      | hameau                | 2                   | Tchekouïevo         |
| 33                  | Kaska                        | Каска                          | hameau                | 154                 | Tchekouïevo         |
| 34                  | Klechthevo                   | Клещево                        | hameau                | 169                 | Tchekouïevo         |
| 35                  | Kovkoula                     | Ковкула                        | possiolok             | 413                 | Tchekouïevo         |
| 36                  | Kodino                       | Кодино                         | possiolok             | 1469                | Kodino              |
| 37                  | Kopylovka                    | Копыловка                      | hameau                | 24                  | Tchekouïevo         |
| 38                  | Korelskoïe                   | Корельское                     | hameau                | 1                   | Porog               |
| 39                  | Kostoroutcheï                | Косторучей                     | voie d'évitement      | 0                   | Kodino              |
| 40                  | Koutovanga                   | Кутованга                      | hameau                | 96                  | Tchekouïevo         |
| 41                  | Koucha                       | Куша                           | possiolok             | 261                 | Zolotoukha          |
| 42                  | Koucherek                    | Кушерека                       | hameau                | 10                  | Malochouïka         |
| 43                  | Kialovanga                   | Кялованга                      | hameau                | 1                   | Tchekouïevo         |
| 44                  | Kianda                       | Кянда                          | hameau                | 158                 | Pokrovskoïe         |
| 45                  | Liamtsa                      | Лямца                          | hameau                | 98                  | Pokrovskoïe         |
| 46                  | Makarino                     | Макарьино                      | hameau                | 0                   | Porog               |
| 47                  | Malaïa Fiokhtalma            | Малая Фёхтальма                | hameau                | 7                   | Tchekouïevo         |
| 48                  | Maloïe Charkovo              | Малое Шарково                  | hameau                | 12                  | Tchekouïevo         |
| 49                  | Malojma                      | Маложма                        | possiolok             | 472                 | Pokrovskoïe         |
| 50                  | Malochouïka                  | Малошуйка                      | commune urbaine       | 1999                | Malochouïka         |
| 51                  | Medvedevo                    | Медведево                      | hameau                | 0                   | Tchekouïevo         |
| 52                  | Medvedevskaïa                | Медведевская                   | hameau                | 8                   | Porog               |
| 53                  | Mondino                      | Мондино                        | hameau                | 0                   | Tchekouïevo         |
| 54                  | Moudiouga                    | Мудьюга                        | possiolok             | 584                 | Kodino              |
| 55                  | Navolok                      | Наволок                        | hameau                | 14                  | Tchekouïevo         |
| 56                  | Naoumovskaïa                 | Наумовская                     | hameau                | 12                  | Porog               |
| 57                  | Niormoucha                   | Нёрмуша                        | hameau                | 38                  | Tchekouïevo         |
| 58                  | Nijmozero                    | Нижмозеро                      | hameau                | 9                   | Pokrovskoïe         |
| 59                  | Nimenga                      | Нименьга                       | hameau                | 17                  | Nimenga             |
| 60                  | Nimenga                      | Нименьга                       | gare de chemin de fer | 59                  | Nimenga             |
| 61                  | Nimenga                      | Нименьга                       | possiolok             | 689                 | Nimenga             |
| 62                  | Onega                        | Онега                          | ville                 | 16 947              | Onega               |
| 63                  | Pavlovskaïa                  | Павловская                     | hameau                | 25                  | Porog               |
| 64                  | Pavlovski Bor                | Павловский Бор                 | hameau                | 41                  | Tchekouïevo         |
| 65                  | Patchepelda                  | Пачепельда                     | hameau                | 8                   | Tchekouïevo         |
| 66                  | Pertema                      | Пертема                        | hameau                | 2                   | Tchekouïevo         |
| 67                  | Piala                        | Пияла                          | hameau                | 54                  | Tchekouïevo         |
| 68                  | Pokrovskoïe                  | Покровское                     | possiolok             | 746                 | Pokrovskoïe         |
| 69                  | Pole                         | Поле                           | hameau                | 74                  | Tchekouïevo         |
| 70                  | Ponga                        | Поньга                         | gare de chemin de fer | 119                 | Nimenga             |
| 71                  | Porog                        | Порог                          | village               | 564                 | Porog               |
| 72                  | Possad                       | Посад                          | hameau                | 142                 | Tchekouïevo         |
| 73                  | Prilouko                     | Прилуки                        | hameau                | 103                 | Tchekouïevo         |
| 74                  | Prochkovo                    | Прошково                       | hameau                | 128                 | Tchekouïevo         |
| 75                  | Pournema                     | Пурнема                        | village               | 195                 | Pokrovskoïe         |
| 76                  | Piantino                     | Пянтино                        | hameau                | 14                  | Tchekouïevo         |
| 77                  | Rimenga                      | Рименьга                       | voie d'évitement      | 0                   | Kodino              |
| 78                  | Selski Bor                   | Сельский Бор                   | hameau                | 31                  | Tchekouïevo         |
| 79                  | Semionovskaïa                | Семёновская                    | hameau                | 2                   | Porog               |
| 80                  | Soulozero                    | Сулозеро                       | gare de chemin de fer | 3                   | Zolotoukha          |
| 81                  | Soukhaïa Vytchera            | Сухая Вычера                   | possiolok             | 0                   | Kodino              |
| 82                  | Syria                        | Сырья                          | hameau                | 25                  | Tchekouïevo         |
| 83                  | Tabory                       | Таборы                         | hameau                | 31                  | Tchekouïevo         |
| 84                  | Tamitsa                      | Тамица                         | village               | 309                 | Pokrovskoïe         |
| 85                  | Tessovka                     | Тесовка                        | voie d'évitement      | 0                   | Kodino              |
| 86                  | Ounejma                      | Унежма                         | hameau                | 0                   | Malochouïka         |
| 87                  | Ounejma                      | Унежма                         | possiolok             | 342                 | Zolotoukha          |
| 88                  | Oussolié                     | Усолье                         | hameau                | 2                   | Tchekouïevo         |
| 89                  | Oust-Koja                    | Усть-Кожа                      | hameau                | 361                 | Porog               |
| 90                  | Filiava                      | Филява                         | hameau                | 5                   | Tchekouïevo         |
| 91                  | Khatchela                    | Хачела                         | hameau                | 111                 | Tchekouïevo         |
| 92                  | Khaïala                      | Хаяла                          | hameau                | 1                   | Tchekouïevo         |
| 93                  | Tseliaguino                  | Целягино                       | hameau                | 14                  | Tchekouïevo         |
| 94                  | Tchekouïevo                  | Чекуево                        | village               | 2                   | Tchekouïevo         |
| 95                  | Tchetchiouga                 | Чешьюга                        | hameau                | 24                  | Tchekouïevo         |
| 96                  | Chijikovo                    | Чижиково                       | hameau                | 23                  | Porog               |
| 97                  | Chasta                       | Шаста                          | possiolok             | 382                 | Nimenga             |
| 98                  | Chastinski                   | Шастинский                     | razyed                | 0                   | Nimenga             |
| 99                  | Chomokcha                    | Шомокша                        | possiolok             | 325                 | Tchekouïevo         |
| 100                 | Choundaniets                 | Шунданец                       | voie d'évitement      | 0                   | Malochouïka         |
| 101                 | Ioudmozero                   | Юдмозеро                       | hameau                | 0                   | Nimenga             |

## Photographies

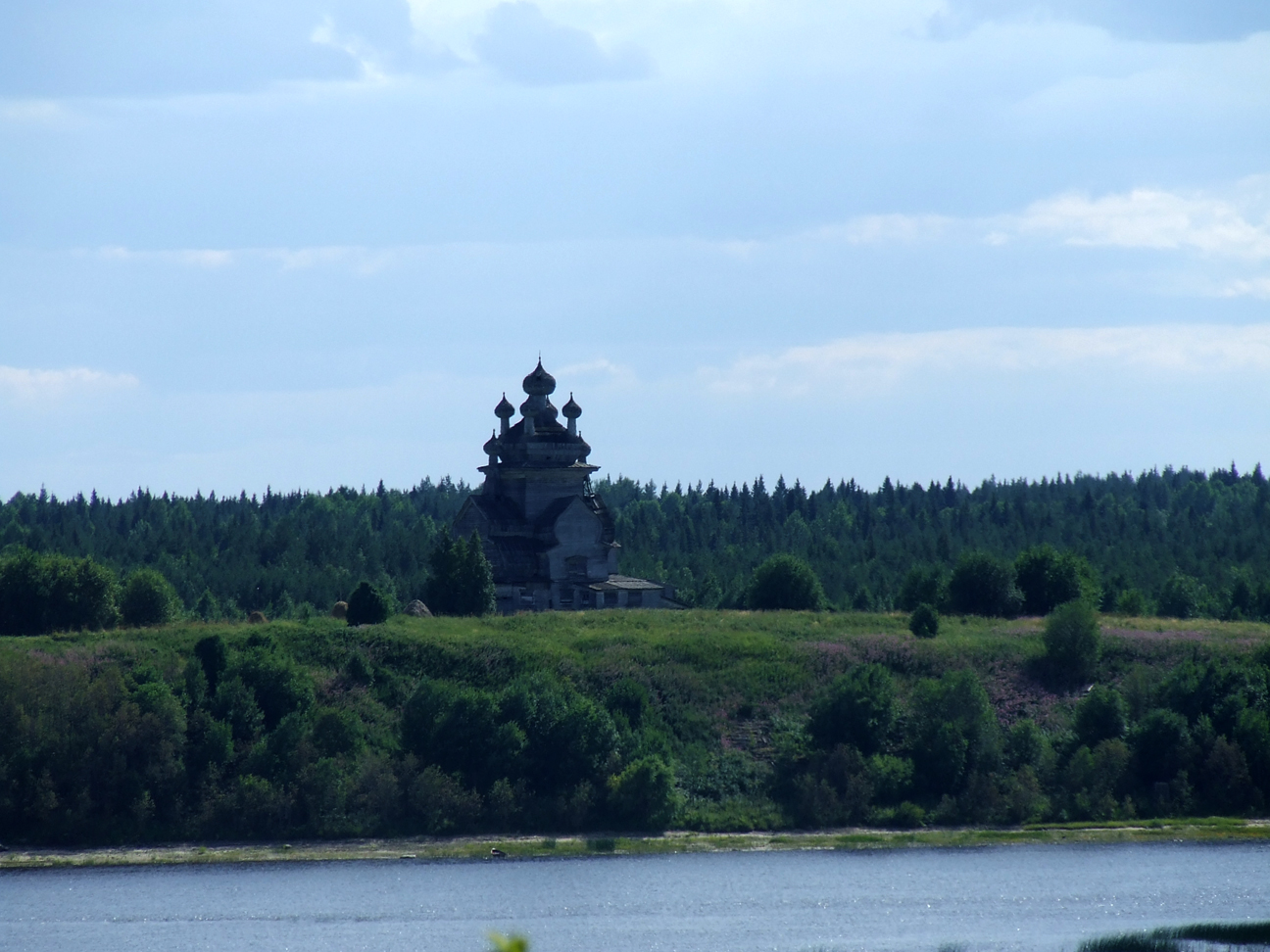
L'église Nd de Vladimir de Podporiojié
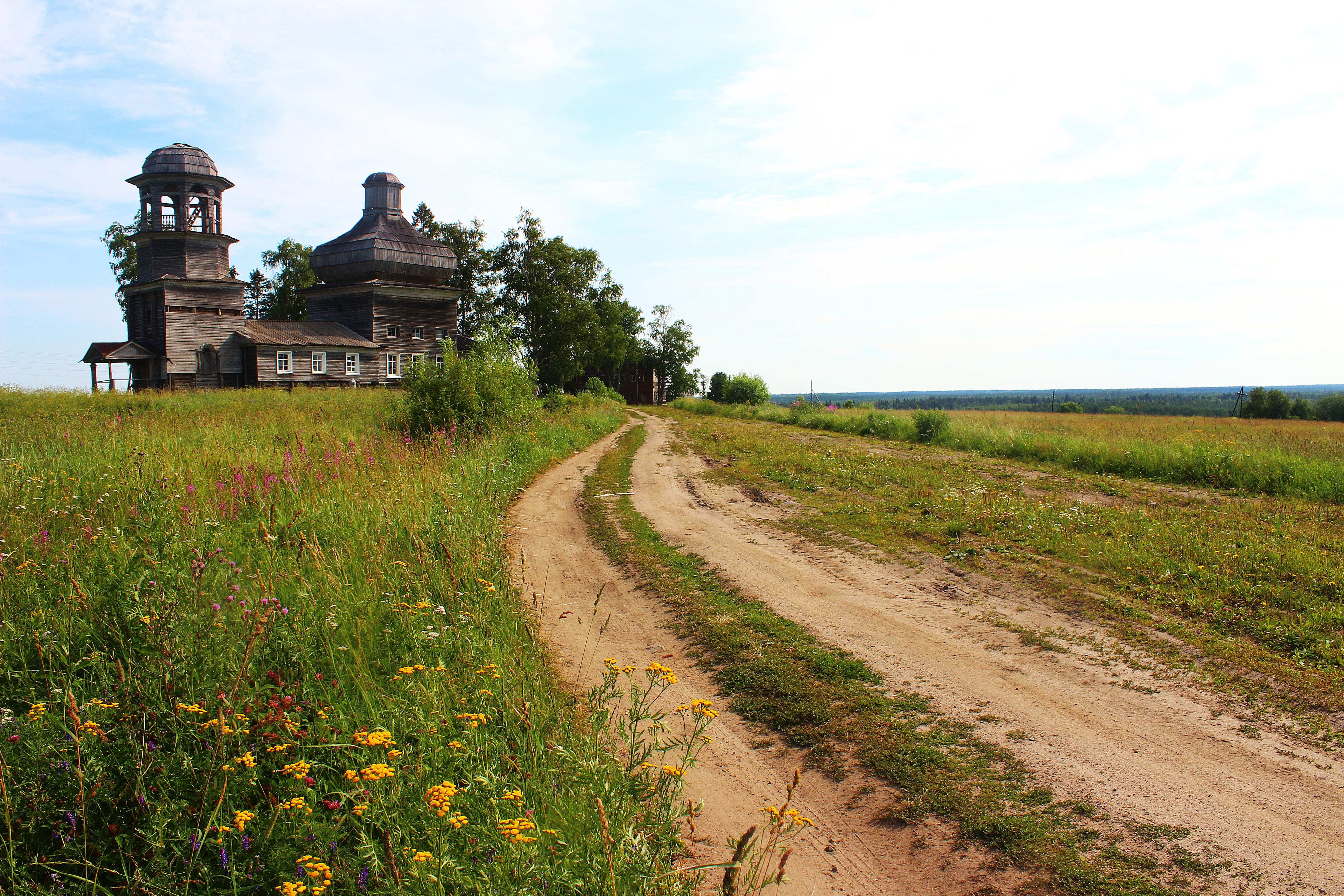
L'église de l'Épiphanie de Polié
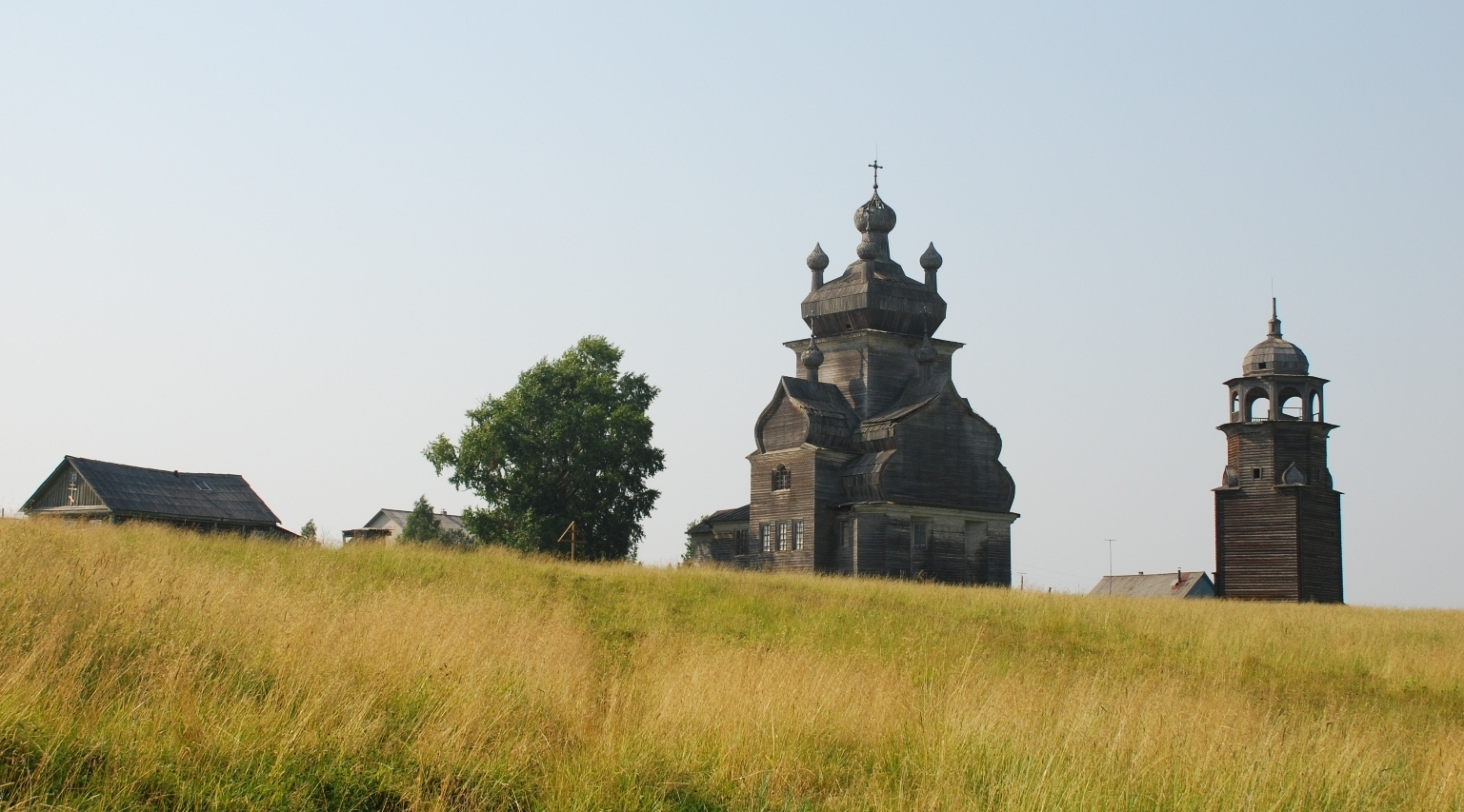
Vue des églises de Tourtchassovo, près de Possad.
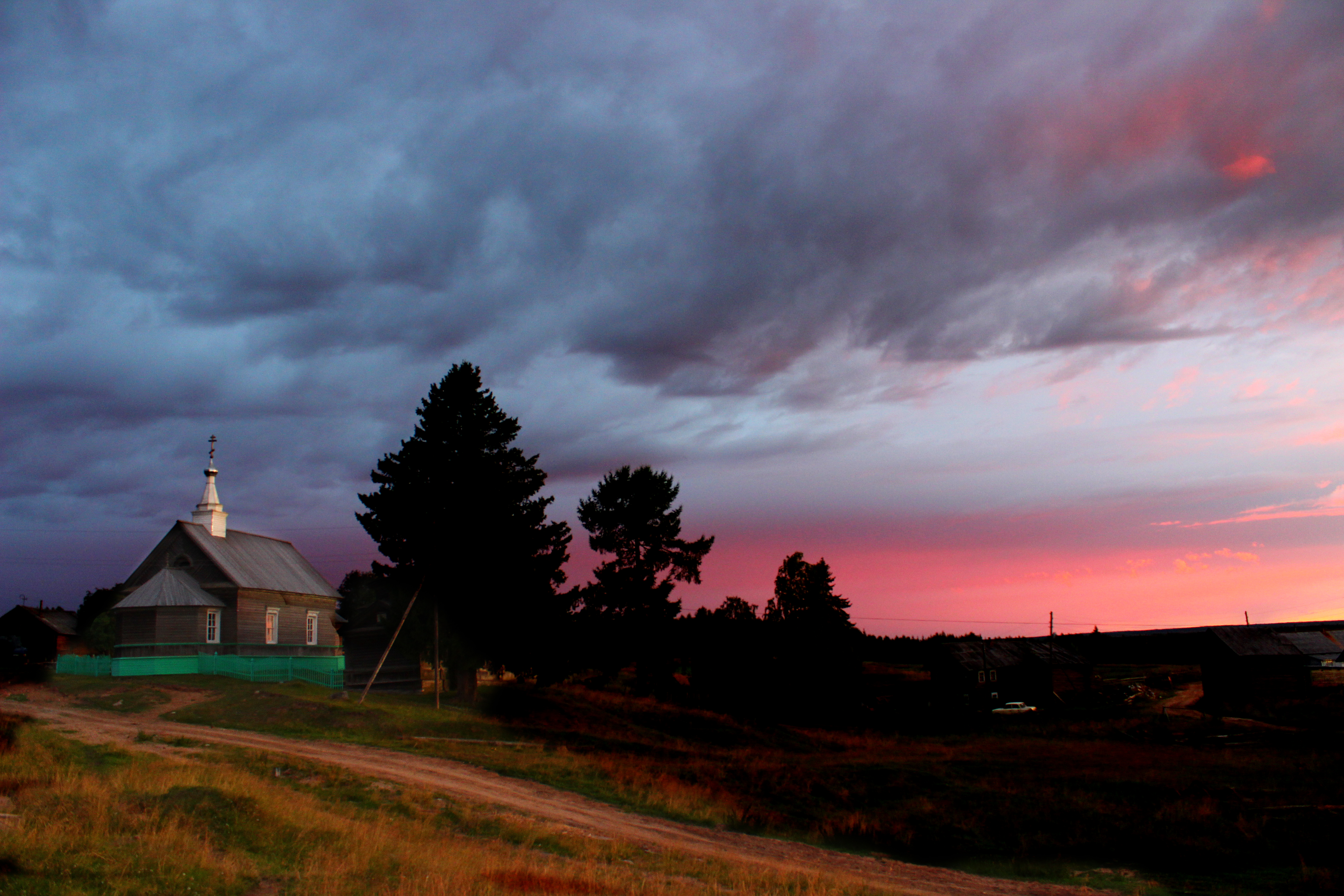
L'église Saint-Élie de Bolchoï Bor
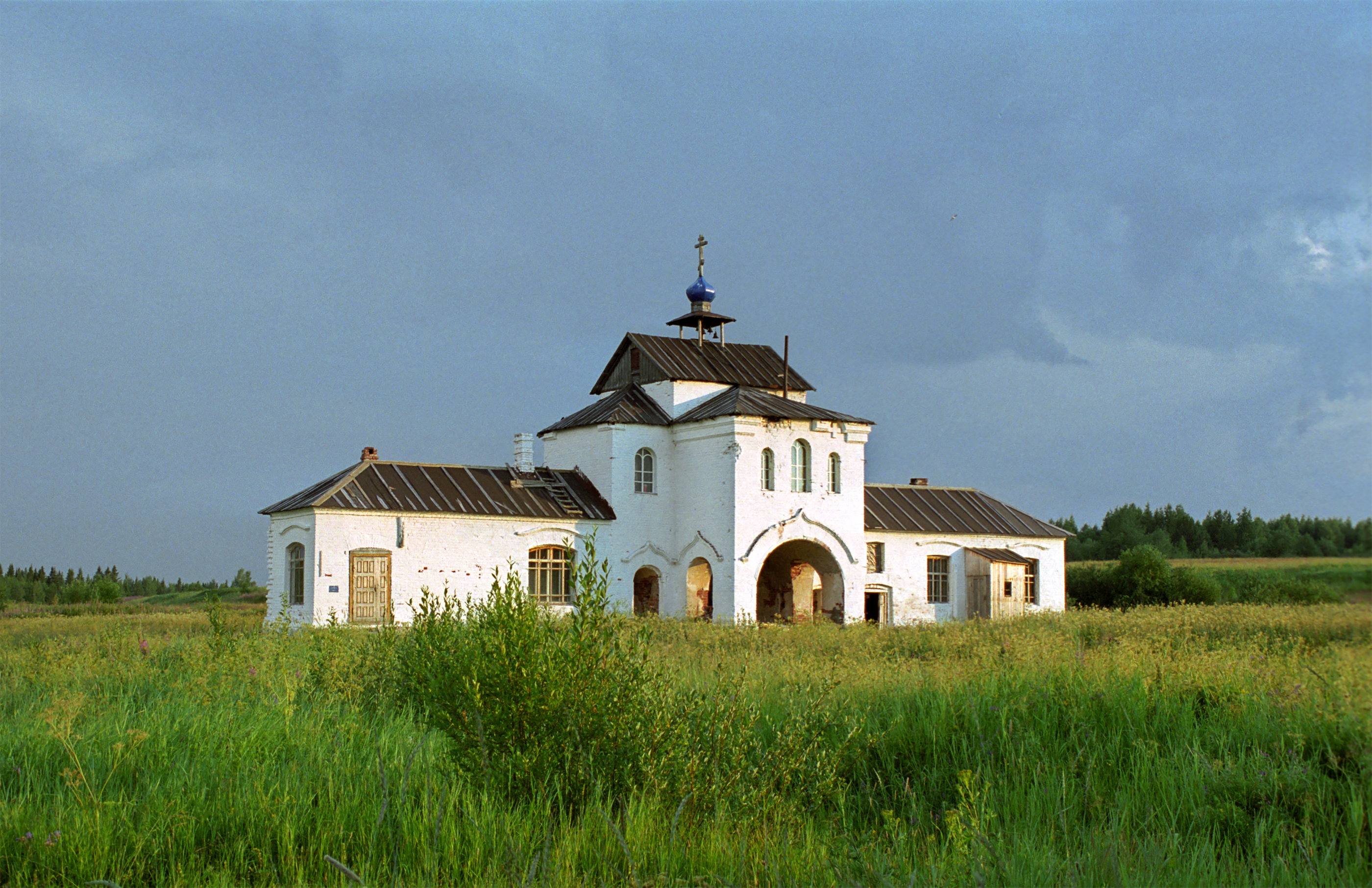
Monastère de Kojeozero
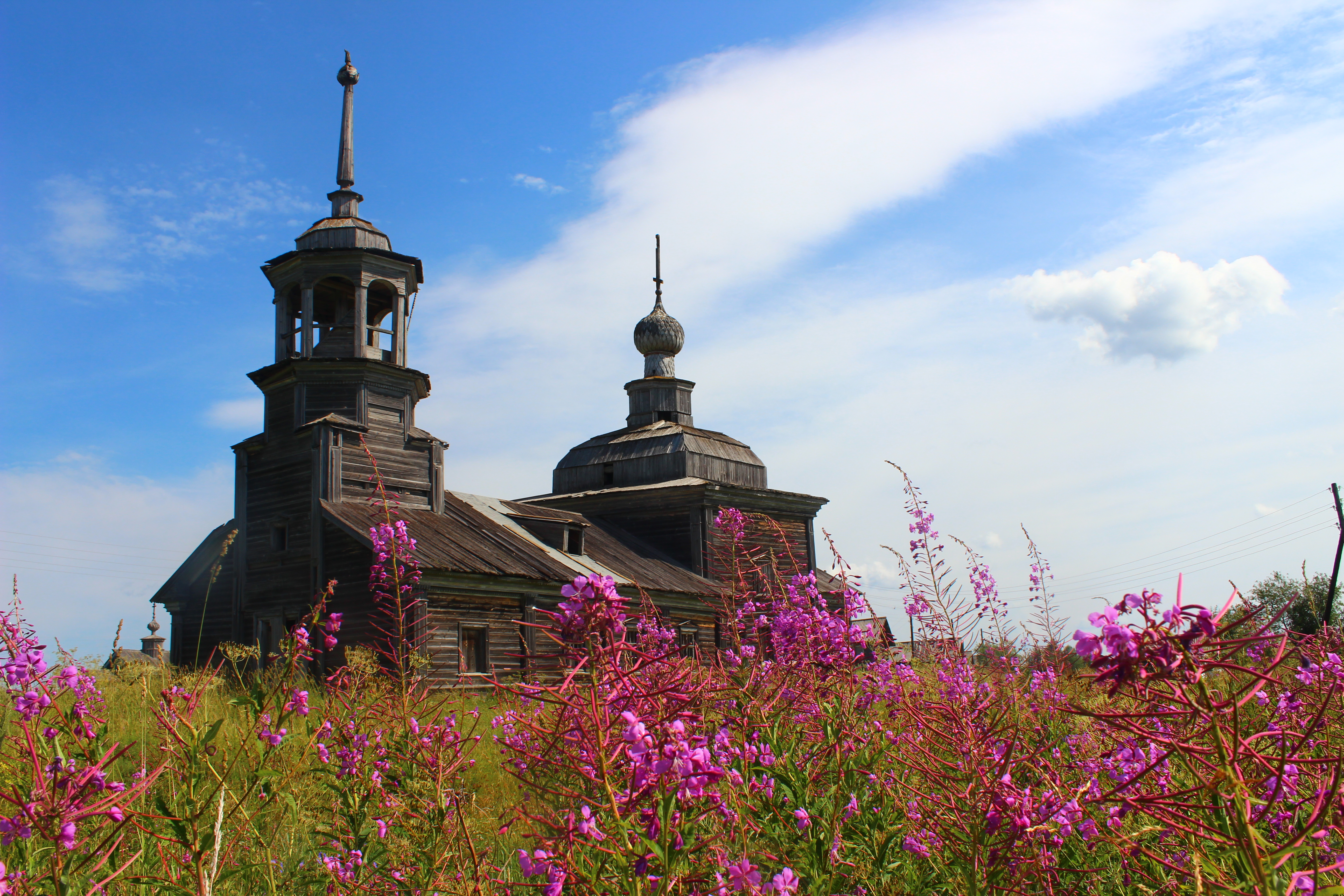
Monastère de Syria, église de bois Saint-Nicolas (1867)